# Acianthera scalpricaulis
Acianthera scalpricaulis é  uma espécie de orquídea (Orchidaceae) que existe no Equador e Bolívia. Pertence à secção Sicaria, subseção Sicaria do gênero Acianthera, caracterizado plantas de crescimento cespitoso, com caules secundários, também chamados ramicaules, com a secção superior triangular, mais largos junto a folha que na base, inflorescência subséssil com poucas ou muitas flores, segmentos florais frequentemente espessos, ou levemente pubescentes ou papilosos, em um grupo composto por plantas mais fibrosas e resistentes, com ramicaule canaliculado, com asas estreitas, pouco comprimido no ápice, cuja folha não parece uma continuação do ramicaule, ou seja, a ligação entre os dois é clara. Esta espécie distingue-se das demais ser a única com sépalas de interior liso; folha de base cuneada; labelo de margens convexas e obtusas com calo central estrito e canelado.

## Publicação e sinônimos
- Acianthera scalpricaulis (Luer) Pridgeon & M.W.Chase, Lindleyana 16: 246 (2001).

Sinônimos homotípicos:
- Pleurothallis scalpricaulis Luer, Selbyana 1: 424 (1976).